# Solo (singel Budki Suflera)
Solo – singel Budki Suflera, promujący album Mokre oczy, wydany w 2002, nakładem wytwórni płytowej Pomaton EMI.
Tekst do utworu napisał Andrzej Mogielnicki, muzykę skomponował Romuald Lipko, natomiast realizacją nagrania zajął się Paweł Skura. 
Singel wykonywany był przez zespół podczas Krajowego Festiwalu Piosenki Polskiej w Opolu, w 2002. Za utwór „Solo” grupa muzyczna otrzymała nagrodę publiczności, głosującej przez audiotele.

## Lista utworów
1. „Solo” – 3:56[2]